# Second Story
Second Story é o segundo álbum de estúdio da dubla japonesa ClariS. Foi lançado em 26 de junho de 2013 pela SME Records. O álbum contém doze músicas, das quais três foram lançadas anteriormente como singles.

## Lançamento e recepção
Second Story foi lançado em 26 de junho de 2013 em três edições: uma versão apenas com o CD e duas edições limitadas de CD+DVD. O DVD de ambas edições limitadas continham o videoclipe das canções "Wake Up", "With You", "Luminous" e "Reunion", assim como um conjunto de comerciais de televisão da divulgação do trabalho. Em uma versão limitada vinha figuras de papel da dupla ClariS, enquanto na outra vinha uma luva especial baseada na arte do álbum, que foi desenhada por Hideyuki Morioka da Shaft. Em 24 de junho de 2013, foi relatado que o álbum vendeu 38.940 cópias na primeira semana, ficando na sexta posição dos Álbuns Semanais da Oricon, onde ficou por treze semanas seguidas.

## Faixas
| N.º            | Título                      | Duração |  |
| 1.             | "Second Story"              | 4:10    |  |
| 2.             | "Halla" (ハルラ)            | 4:37    |  |
| 3.             | "Wake Up"                   | 4:13    |  |
| 4.             | "Rainy Day"                 | 4:37    |  |
| 5.             | "Hanabi"                    | 4:27    |  |
| 6.             | "With You"                  | 3:55    |  |
| 7.             | "Luminous"                  | 4:12    |  |
| 8.             | "Diary" (ダイアリー)        | 3:44    |  |
| 9.             | "Eternally"                 | 4:32    |  |
| 10.            | "Hitotsu Dake" (ひとつだけ) | 5:49    |  |
| 11.            | "Grasp" (グラスプ)          | 3:58    |  |
| 12.            | "Reunion"                   | 4:51    |  |
| Duração total: | Duração total:              | 53:02   |  |